# Курилов Володимир Іванович

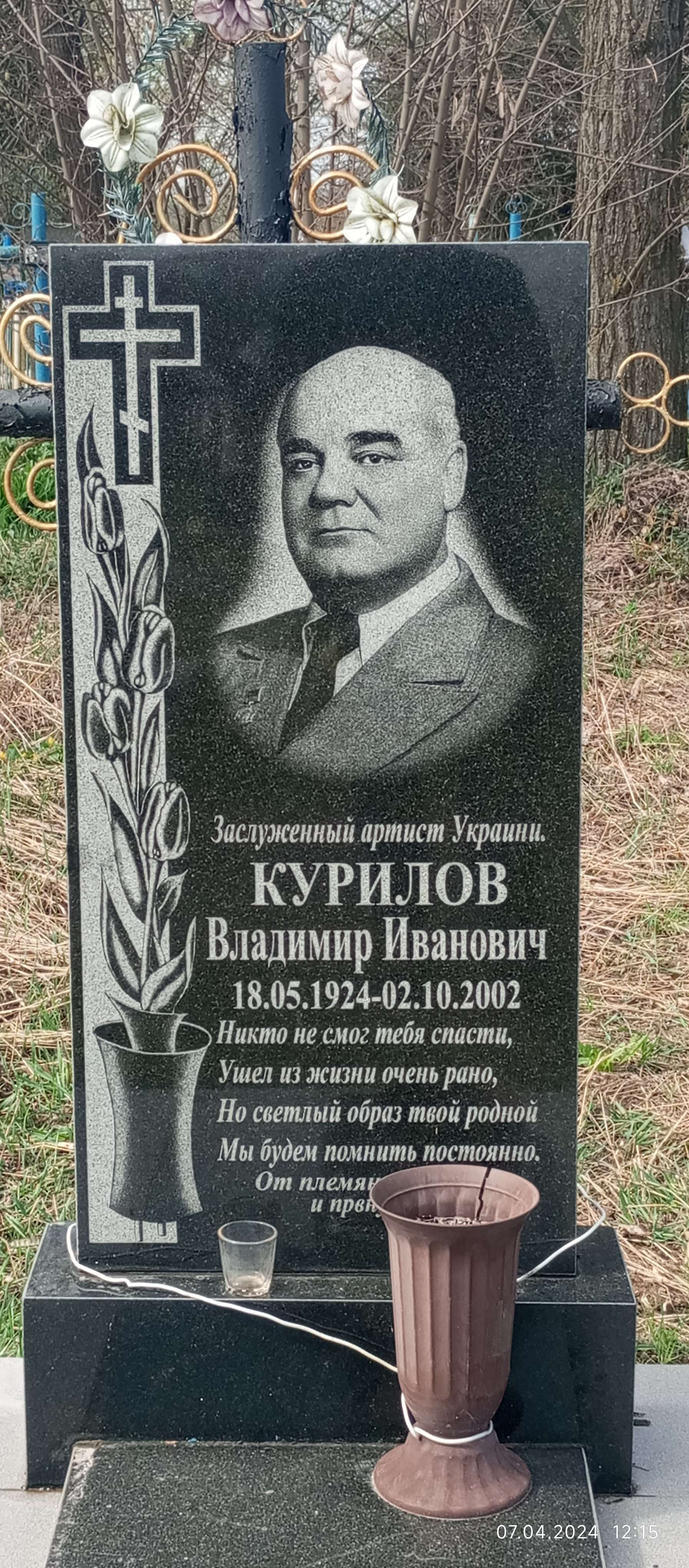
Могила актора, що знаходится на кладовищі в смт Михайло-Коцюбинське

Курилов Володимир Іванович (нар. 18.05.1924 — 02.10.2002) — актор. Заслужений артист України.

## Творчість
Грав ролі Карася в «Запорожці за Дунаєм», Гриця в «Ой не ходи, Грицю» та інші. З 1961 року працював в Чернігівському музично-драматичному театрі ім. Т. Г. Шевченка.
1961 року в театрі відбулася прем'єра опери М. Аркаса «Катерина» за однойменною поемою Тараса Шевченка. Роль Катерини виконувала заслужена артистка України Марія Бебешко, Івана — заслужений артист України Володимир Курилов, Андрія — Микола Уманець, матері — Марія Мельник, батька — Олександр Дудченко.